# 韋斯特菲爾德 (印第安納州)
韋斯特菲爾德（英語：Westfield）是一個位於美國印地安納州漢密爾頓縣的城市。

## 人口
根據2010年美國人口普查的數據，韋斯特菲爾德的面積為80.46平方千米，當中陸地面積為79.88平方千米，而水域面積為0.58平方千米。當地共有人口30,068人，而人口密度為每平方千米373.7人。